# 北极星

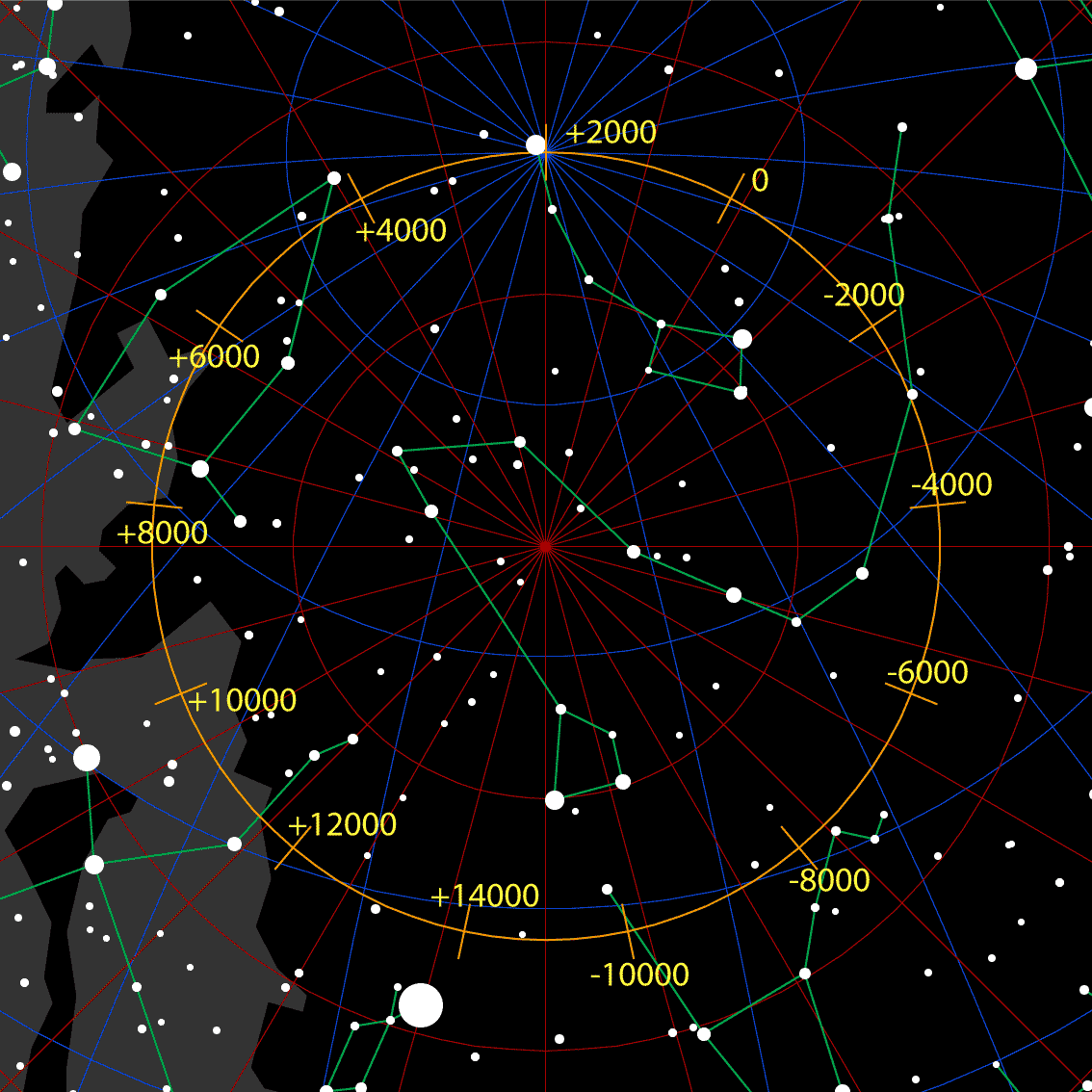
地球北極的歲差圈

北極星是指最靠近北天極的恆星，是北半球能见到的極星。現在的北極星是小熊座α星（勾陳一）。由於歲差的關係，不同时期的北極星是不同的。
4800年前，當時的北極星是天龍座α星。古希臘時代的北極星是小熊座β星。到2100年左右，目前的小熊座α和北極的夾角才會變成最小（只有27'38"）。到31世紀後，少衛增八（仙王座γ）將會成為北極星。14000年左右，天琴座α星（織女星）將重新成為北極星。

## 如何尋找
春夏兩季運用北斗七星，秋冬兩季用仙后座。

## 北極星的重要性
北極星是天際導航（即透過觀察天體來辨別方向）的重要指標，可應用於野外活動和航海活動中。在未有指南針之前，尤其是地中海附近的航海民族常透過觀察北極星來導航。在儒教、道教及華人民間信仰中，北極星又稱帝星、紫微、太一，是最重要的神祇之一。
|                 | 北極謂之北辰。 |
| ——《爾雅·釋天》 |                |

|                 | 為政以德，譬如北辰，居其所，而眾星共之。 |
| ——《論語·為政》 |                                          |

### 東亞地區的計時

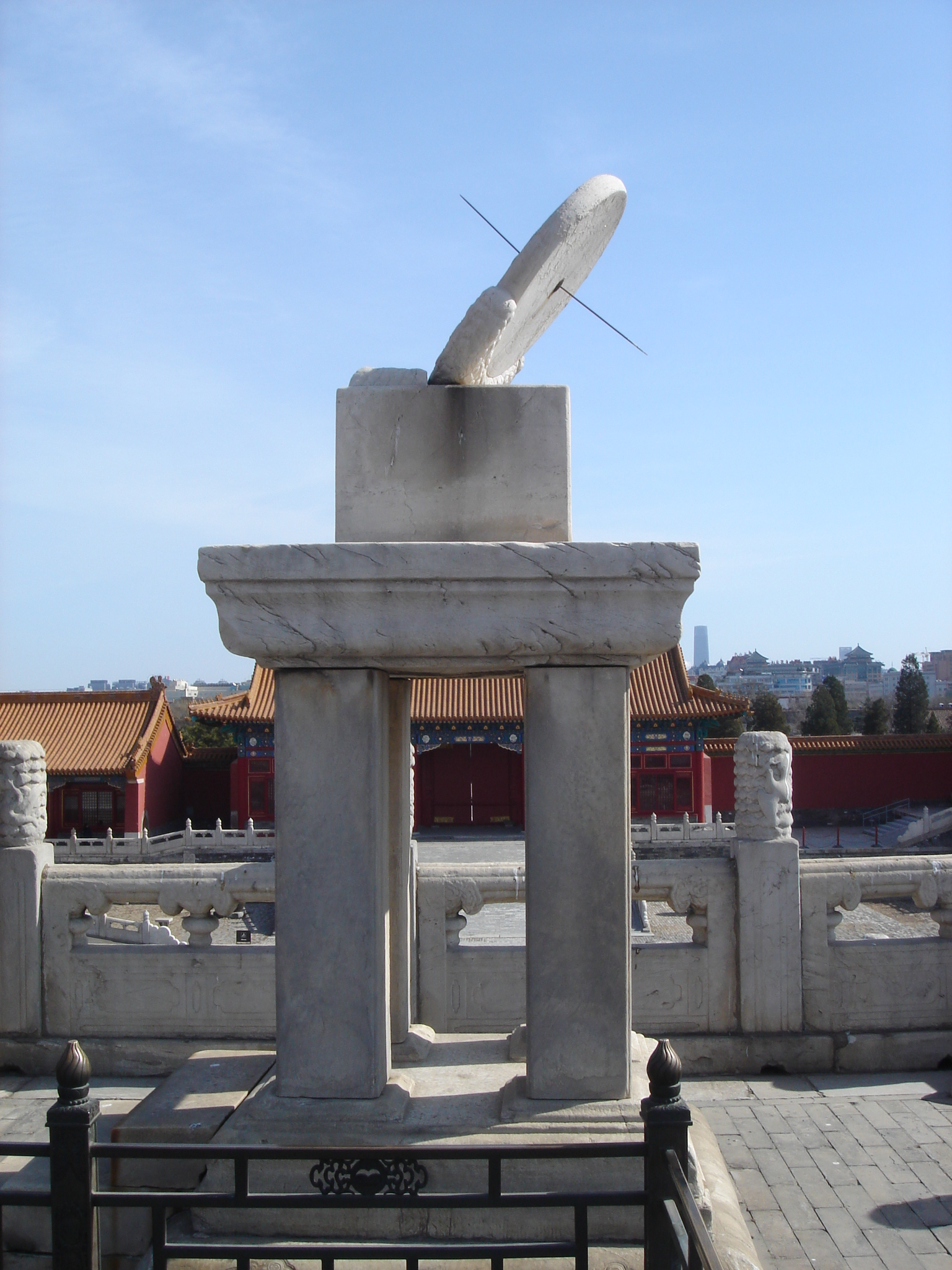
Beijing_sundial_Ri_Gui

在東亞地區，尚未出現機械鐘錶以前，人們主要是以太陽影子作為計時工具。例如在春秋戰國時期出現了圭表，其主要是根據太陽在一年四季的影子落在圭條為準。“圭“指地面上的銅條。由於不準確性而經過再一次的改良而成為“赤道日晷”。其中赤道日晷的指向依據北極星的位置以及當地的維度為準。冬季時，由於太陽仰角較低，因此則是看日晷的反面。

## 不同時代的北極星
| 行星     | V     | 星座   | 与北天极的距离 | 时间                                                        |
| -------- | ----- | ------ | -------------- | ----------------------------------------------------------- |
| 勾陳一   | 1.98  | 小熊座 | <0.5°          | 目前的北极星，公元2100年左右与北极夹角最小。                |
| 少衛增八 | 3.21  | 仙王座 | <3°            | 公元3100年左右成为北极星                                    |
| 天鉤八   | 3.51  | 仙王座 | <5°            | 公元5900年左右成为北极星                                    |
| 紫微左垣 | 3.51  | 仙王座 | <5°            | 公元5900年左右成为北极星                                    |
| 天鉤五   | 2.51  | 仙王座 | <3°            | 公元7500年左右成为北极星                                    |
| 天津四   | 1.25  | 天鹅座 | <7°            | 公元9800年左右成为北极星                                    |
| 天津二   | 2.87  | 天鹅座 | <3°            | 公元11250年左右成为北极星                                   |
| 織女一   | 0.026 | 天琴座 | <5°            | 公元前12000年左右曾是北极星，公元14500年将再次成为北极星    |
| 天棓五   | 3.75  | 武仙座 | <4°            | 公元前9000年左右曾是北极星，公元15000年将再次成为北极星     |
| 七公二   | 3.89  | 武仙座 | <1°            | 公元前7400年左右曾是北极星，公元18400年左右将再次成为北极星 |
| 左枢     | 3.29  | 天龙座 | <5°            | 公元前4420年左右曾是北极星                                  |
| 右樞     | 3.65  | 天龙座 | <0.1°          | 公元前3000年左右曾是北极星                                  |
| 北極二   | 2.08  | 小熊座 | <7°            | 公元前1100年左右曾是北极星                                  |
| 少尉     | 3.82  | 天龙座 | <6°            | 公元前1100年左右曾是近北极星，但其亮度低于北极二            |